# Theridion serpatusum
Theridion serpatusum là một loài nhện trong họ Theridiidae.
Loài này thuộc chi Theridion. Theridion serpatusum được miêu tả năm 1993 bởi Guan & Zhu.